# Medaglia per la cattura di Vienna
La medaglia per la cattura di Vienna è stata un premio statale dell'Unione Sovietica.

## Storia
La medaglia venne istituita il 9 giugno 1945.

## Assegnazione
La medaglia veniva assegnata ai partecipanti all'offensiva di Vienna.

## Insegne
- La medaglia era di ottone. Il dritto raffigurava una stella a cinque punte. Sotto la stella, la scritta in rilievo su tre righe "PER LA CATTURA DI VIENNA" (Russo:  «ЗА ВЗЯТИЕ ВЕНЫ»). In fondo, l'immagine in rilievo di un ramo di alloro orizzontale. Sul retro la data "13 APRILE 1945" (Russo: «13 АПРЕЛЯ 1945») sotto ad una stella a cinque punte.
- Il nastro era azzurro con una striscia centrale blu.